# Marie Rafols
Pour les articles homonymes, voir Sainte Marie et Rafols.
Marie Rafols (Vilafranca del Penedès, 5 novembre 1781 - Saragosse, 30 août 1853) est une religieuse cofondatrice des Sœurs de la charité de sainte Anne avec le vénérable Jean Bonal. Elle est proclamée bienheureuse en 1994 par Jean-Paul II. Sa fête est le 30 août. 

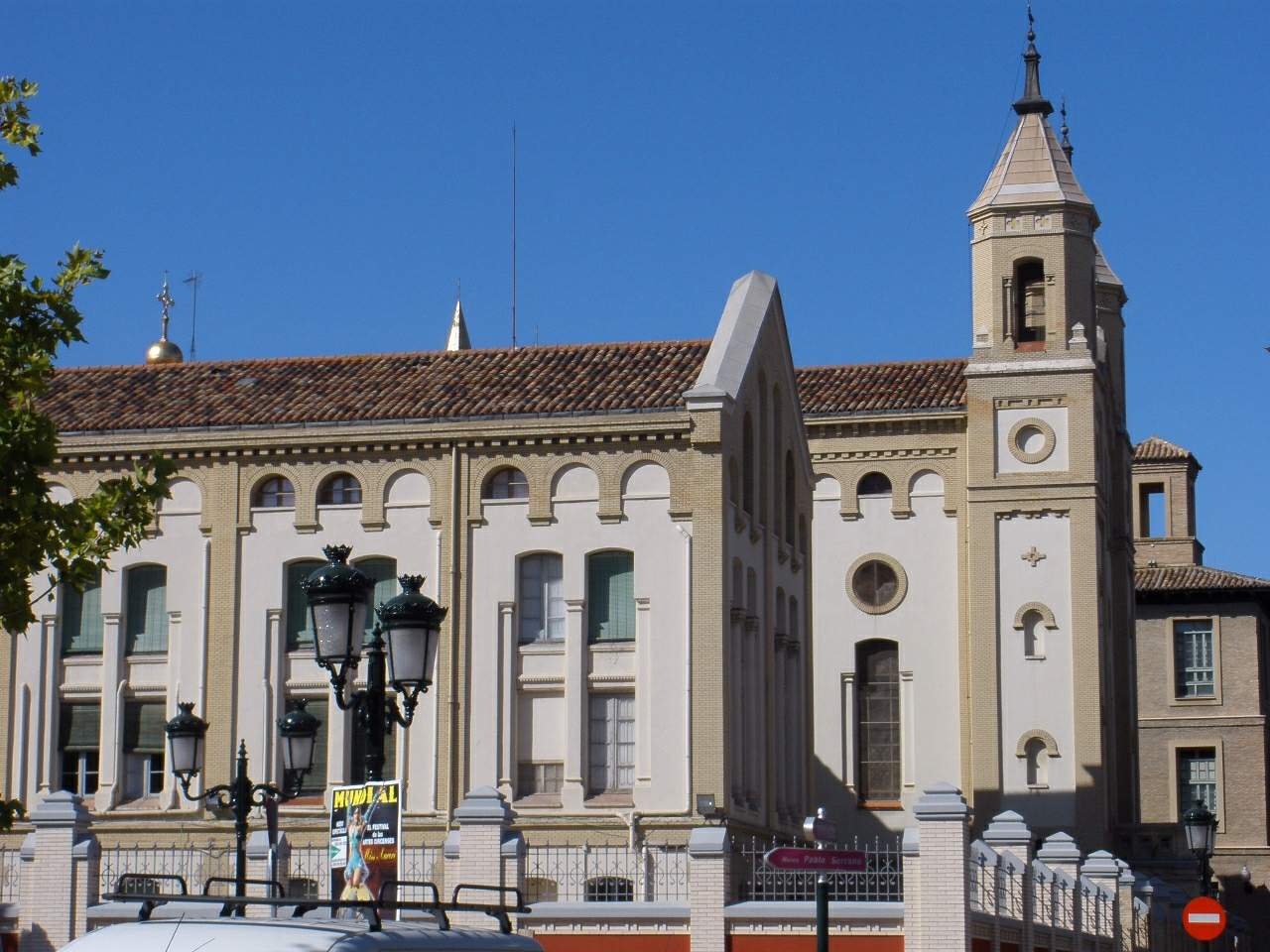
Maison généralice des Sœurs de la charité de sainte Anne à Saragosse.

## Biographie
María Rafols Bruna est née à Villafranca del Penedes d'un père meunier qui meurt en 1794 alors qu'elle a 13 ans. Sa famille l'envoie à l'école à Barcelone. En 1803, alors qu'elle soigne les malades lors d'une épidémie de peste, elle rencontre le Père  Jean Bonal, aumônier de l'hôpital de la Santa Creu de Barcelone, très préoccupé par la négligence des pauvres et des malades. 
Répondant à la demande de l'hôpital provincial de Nuestra Señora de Gracia, le Père Bonal cherche douze femmes et douze hommes pour créer une institution similaire à celle qui existe à l'hôpital de Barcelone. Maria Rafols devient responsable du groupe ; et quand ils arrivent à Saragosse en décembre 1804, ils trouvent l'hôpital absolument désorganisé. 
Ils doivent bientôt faire face au même problème qu'à l'hôpital de Barcelone : le conseil n'apprécie pas que Marie Rafols agisse indépendamment. En 1807, elle règle les différends ; après avoir passé l'examen de phlébotomie, elle est appelée par Mgr Joaquín Sánchez Cutanda (1797-1809) évêque de Huesca, pour organiser l'hôpital de la ville.
Au début de la guerre d'indépendance espagnole, le rôle des sœurs est très important. En 1808 et 1809, l'hôpital de la capitale aragonaise subit les conséquences du Premier siège de Saragosse par les Français, le bâtiment est bombardé. Marie prend soin de placer les malades, qui sont bientôt 6 000, dans divers bâtiments officiels et privés en particulier dans la Maison royale de la Miséricorde (es). Elle sauve aussi des objets artistiques et religieux et obtient des subventions auprès du général José de Palafox y Melzi. 
Lors du Second siège, beaucoup plus difficile que le premier, la population de Saragosse est affaiblie par les ravages et le manque de nourriture ; Marie Rafols demande au général français Lannes de la nourriture et l'autorisation de guérir les blessés et les prisonniers. À la fin du siège, l'hôpital nomme un nouveau conseil d'administration qui impose d'autres constitutions pour les sœurs : à la règle qui indique d'aider les pauvres et les malades sont ajoutés le soin des prisonniers. Mère Rafols démissionne le 12 novembre 1811 et se rend à Orcajo. En 1813, après le départ des Français, elle retourne dans la capitale aragonaise, appelée par l'hôpital pour être responsable du conseil d'administration. En 1826, elle est de nouveau élue supérieure.
En 1834, elle est accusée de complot contre la reine Isabelle II, emprisonnée et exilée à Huesca ; elle ne peut revenir qu'à la fin de la Première Guerre carliste. Elle est déclarée innocente l'année suivante mais doit rester en exil. Elle se rend à Huesca où depuis 1807 existe une fondation de sa congrégation, le confinement dure six ans. En 1841, elle est autorisée à revenir à Saragosse et retourne à l'hôpital. En 1845, elle demande sa retraite mais continue son travail jusqu'à sa mort le 30 août 1853.
Après sa mort, sa renommée augmente, en 1908. Lors du centenaire du siège de Saragosse, la ville la proclame « Héroïne de la charité ». Le processus de béatification est engagé mais Pie XII le suspend en 1944. Jean-Paul II autorise la reprise du procès en 1980, et elle est béatifiée le 1er octobre 1994. Après avoir été déposé dans la crypte de la chapelle de l'hôpital Nuestra Señora de Gracia à Saragosse auprès du vénérable Jean Bonal, son corps repose désormais dans la chapelle de la Maison générale de la congrégation des Sœurs de la charité de sainte Anne à Saragosse, au 13 de la rue qui porte son nom.